# Pseudotriakis microdon
Genre
Espèce
Synonymes
- Pseudotriakis acrales Jordan et Snyder, 1904

Répartition géographique
Statut de conservation UICN

 LC  : Préoccupation mineure
Le requin à longue dorsale (Pseudotriakis microdon), est une espèce de poissons cartilagineux parfois dénommée faux requin-chat.
L'espèce est présente dans tous les océans entre 64°N et 12°S dans des fonds de 200 à 2 000 mètres sur le talus continental et plus rarement aussi sur le plateau continental.
Il mesure entre 270 et 295 cm, la femelle étant souvent plus grande que le mâle. Sa coloration est marron-gris foncé et devient plus sombre au bout des nageoires et sur le dos.
Le requin à longue dorsale est ovovivipare et donne naissance à des jeunes de 70 à 140 cm.
Il se nourrit de divers poissons et invertébrés.

### GenrePseudotriakis
- (en) Catalogue of Life : Pseudotriakis (consulté le 11 décembre 2020)
- (en) FishBase : liste des espèces du genre Pseudotriakis (site miroir)
- (fr + en) ITIS : Pseudotriakis Brito Capello, 1868
- (en) WoRMS : Pseudotriakis Capello, 1868 (+ liste espèces)
- (en) Animal Diversity Web : Pseudotriakis
- (en) NCBI : Pseudotriakis (taxons inclus)

### EspècePseudotriakis microdon
- (en) Catalogue of Life : Pseudotriakis microdon de Brito Capello, 1868 (consulté le 16 décembre 2020)
- (en + fr) FishBase : espèce Pseudotriakis microdon de Brito Capello, 1868 (+ traduction) (+ noms vernaculaires 1 & 2)
- (fr + en) ITIS : Pseudotriakis microdon Brito Capello, 1868
- (en) WoRMS : espèce Pseudotriakis microdon de Brito Capello, 1868
- (en) Animal Diversity Web : Pseudotriakis microdon
- (en) NCBI : Pseudotriakis microdon (taxons inclus)
- (en) UICN : espèce Pseudotriakis microdon (consulté le 16 janvier 2020)